# Green Glacier
Der Green Glacier (englisch für Grüner Gletscher) ist ein Gletscher im ostantarktischen Viktorialand. In den Darwin Mountains fließt er entlang der Westflanke des Haskell Ridge in nördlicher Richtung und mündet in den Darwin-Gletscher.
Mitglieder der Mannschaft, die bei der Commonwealth Trans-Antarctic Expedition (1955–1958) den Darwin-Gletscher erkundete, benannten ihn deskriptiv nach der grünlichen Färbung des Gletschereises an seiner Oberfläche.